# Walter Wanderley
Walter José Wanderley Mendonça (Recife, 12 de maio de 1932 — São Francisco, 4 de setembro de 1986) foi um organista brasileiro. Foi casado com a cantora Isaurinha Garcia.
Fez história nos Estados Unidos vendendo mais de um milhão de cópias no seu cd de lançamento "Rain Forest".
Já famoso no Brasil no fim dos anos 50, o organista pernambucano Wanderley, influenciado por Tony Bennett, se mudou com seu trio para os Estados Unidos da América em 1966, e lançou seu primeiro single, Samba de Verão (Summer Samba), de Marcos e Paulo Sérgio Valle, alcançando o segundo lugar nas paradas e alcançando a impressionante marca de um milhão de cópias vendidas nos EUA. Impressiona muito também o fato dele quase não ser conhecido no Brasil, devido ao estilo  instrumental de sua musica.
Walter teve reconhecimento internacional pelo trabalho realizado com a cantora Astrud Gilberto, com a qual dividiu os créditos de A Certain Smile, a Certain Sadness e, daí em diante, consolidou sua carreira no meio jazzístico californiano e americano, algo impressionante entre tantos mestres do gênero.
Morreu de câncer em 4 de setembro de 1986 nos Estados Unidos.

## Discografia
- 1959: Festa Dançante (RGE)
- 1960: Eu, Você e Walter Wanderley (Odeon MOFB-3085)
- 196?: Feito Sob Medida (Odeon MOFB-3109)
- 1961: Sucessos Dançantes Em Ritmo de Romance (Odeon MOFB-3155)
- 1961: O Sucesso é Samba (Odeon MOFB-3204)
- 1962: Samba é Samba (Odeon MOFB-3248)
- 1962: O Samba é Mais Samba (Odeon MOFB-3285)
- 1962: E O Bolero (Odeon MOFB-3289)
- 1963: Samba No Esquema (Odeon MOFB-3358)
- 1963: Walter Wanderley’s Brazilian Organ (Capitol ST-1856)
- 1964: Entre Nós (Philips P 632.197 L)
- 1964: Órgão Sax Sexy (Philips P 632.721 L)
- 1964: O Toque Inconfundivel (Philips P 632.726 L)
- 1965: Quarteto Bossamba (Som Maior)
- 1965: O Autêntico Walter Wanderley (Philips P 632.757 L)
- 1965: Samba So (Fermata)
- 1966: Sucessos + Boleros (Philips P.632.894 L)
- 1966: Rain Forest (Verve V6-8658)
- 1966: A Certain Smile, a Certain Sadness (com Astrud Gilberto, Verve V6-8673)
- 1966: Cheganca (Verve V6-8676)
- 1967: Brazilian Blend (Philips PHM 600-227)
- 1967: Organ-ized (Philips – PHM 200-233)
- 1967: Batucada (Verve V6-8706)
- 1967: Popcorn (com Luiz Henrique, Verve V6-8734)
- 1967: Murmúrio (Tower ST 5058)
- 1967: Kee-Ka-Roo (Verve V6-8739)
- 1968: When It Was Done (A&M Records, CTI Records SP-3018)
- 1969: Moondreams (A&M Records, CTI Records SP-3022)
- 1971: The Return of the Original (Beverly #SULP 19004)
- 1980: Brazil's Greatest Hits! (GNP Crescendo)
- 1981: Perpetual Motion Love (GNP Crescendo #GNPD 2142)

## Prêmios e indicações

### Troféu Roquette Pinto
| Ano  | Categoria                    | Indicação        | Resultado |
| ---- | ---------------------------- | ---------------- | --------- |
| 1963 | Melhor Conjunto Instrumental | Walter Wanderley | Venceu    |